# Allosuctobelba gigantea
Allosuctobelba gigantea är en kvalsterart som först beskrevs av Hammer 1955.  Allosuctobelba gigantea ingår i släktet Allosuctobelba och familjen Suctobelbidae. Inga underarter finns listade i Catalogue of Life.